# کلایتون شونگبر
کلایتون شونگبر (انگلیسی: Cleiton Schwengber؛ زادهٔ ۱۹ اوت ۱۹۹۷) بازیکن فوتبال اهل برزیل است. 
از باشگاه‌هایی که در آن بازی کرده‌است می‌توان به باشگاه فوتبال اتلتیکو مینیرو اشاره کرد.
وی همچنین در تیم‌های ملی فوتبال زیر ۲۰ سال برزیل و زیر ۲۳ سال برزیل بازی کرده است.